# Dimitris Pikionis
Dimitris Pikionis (El Pireo, 1887 - Atenas 1968) fue un arquitecto griego del siglo XX que tuvo una influencia considerable en la arquitectura griega contemporánea; además, fue miembro fundador de la Asociación de Críticos de Arte Griegos, AICA-Hellas.

## Biografía
Nacido en 1887, era de la misma generación que Le Corbusier, Mies van der Rohe, Asplund y otros arquitectos del Movimiento Moderno. Primo del poeta Lambros Porphyras, estudió Ingeniería Civil en la NTUA en Atenas. Se graduó en 1908, continuó sus estudios de escultura y dibujo en París y Múnich, donde mantuvo amistad con el pintor griego Giorgio Chirico. Más tarde regresó a Grecia y retomó la Arquitectura. En 1925 entró en la NTUA como profesor en el departamento de decoración. Solían describirlo como un crítico regionalista o en ocasiones como un modernista europeo.
Pikionis no produjo muchas obras, su “Leitmotiv” en su trabajo fue, según los historiadores, La Epifanía y el contraste entre el mármol y el suelo mojado.

## Legado
En sus estudios en París y Múnich conoció la obra de Rodin, Cézanne y otros maestros del movimiento moderno. A partir de todas estas influencias, formuló sus propias ideas acerca de la arquitectura, del arte y de la importancia de la tradición.
A pesar de que se han construido muy pocas edificios suyos, Pikionis es venerado por sus trabajos de paisajismo en las zonas peatonales en torno a la Acrópolis de Atenas, realizados en la década de 1950. Utilizó acabados en mármol áspero en varias formas que parecen irregulares, pero que son estrictamente geométricas. Asimismo también fue aplaudido por la experta incorporación de plazas, terrazas y escaleras.
El trabajo de Pikionis ha asombrado a los visitantes del lugar y desde entonces tiene un peso importante. Utilizó técnicas similares en la creación del parque infantil del municipio de Philothei, en los suburbios de Atenas.

## Trabajo paisajístico en torno a la Acrópolis

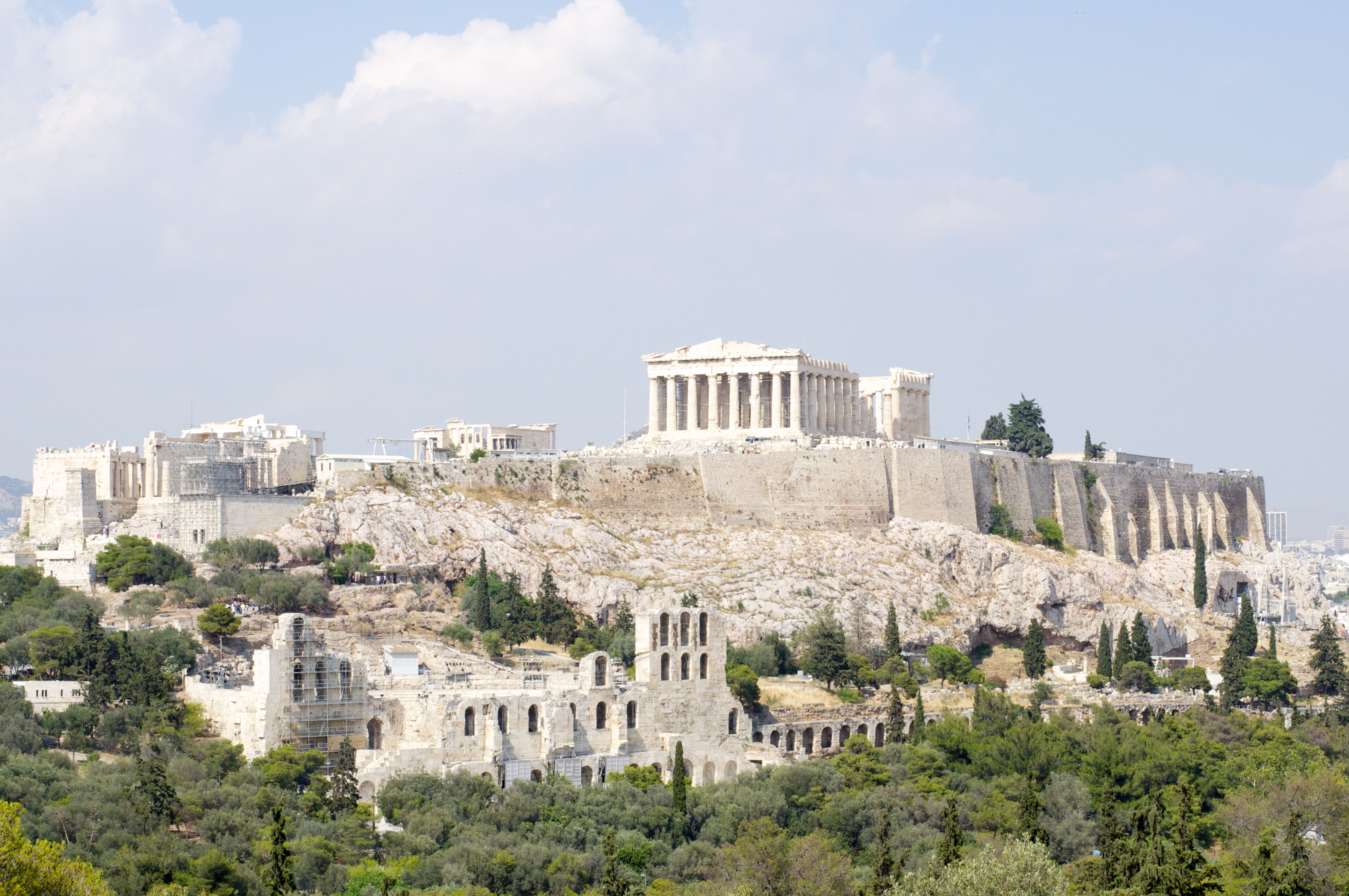
Vista Acrópolis Atenas

En 1951 Constantinos Karamanlis, Ministro de Obras Públicas de Grecia, decidió ordenar el entorno de la Acrópolis de Atenas, como parte del proceso general de recuperación de la zona arqueológica del centro de la ciudad. El arquitecto Dimitris Pikionis recibió el encargo de sistematizar los accesos y las conexiones entre las colinas de la Acrópolis y de Filopapo, realizando un proyecto de arquitectura, en claro diálogo con la pintura y
el paisaje, una suma magistral de todo ello: una moderna obra de arte total.En el proceso de construcción Pikionis invirtió varios años de trabajos lentos y complicados. La obra se inició en mayo de 1954 y se alargó hasta febrero de 1958, con continuas intromisiones por parte de la administración. En una carta enviada el 12 de mayo de 1955 al ministro, Pikionis explicaba la necesidad de un tiempo lento para ejecutar un proyecto que precisaba una
paciente elaboración sobre el terreno, para hacer las cosas bien, como se habían hecho en el pasado. Era consciente de la enorme responsabilidad que suponía crear un paisaje moderno a la sombra de la Acrópolis.
Pikionis organizó el paisaje de la Acrópolis a partir de dos recorridos, uno de 300 metros que lleva a los pies de los Propileos y otro de 500 metros que conduce a la colina de Filopapo, hasta el monumento del mismo nombre, formalizados en dos líneas ligeramente curvadas que se rematan en sendos bucles, planteando una idea non finita del movimiento. El camino de la Acrópolis está pensado para llevar de forma muy directa al visitante al monumento, mientras el camino de Filopapo se recrea en las formas y visiones del paisaje, es un camino de paseo y contemplación. En la composición de los dos caminos se plantea un difícil y logrado diálogo entre lo regular y lo irregular, uno de los temas que había marcado el debate teórico en el paisaje desde el siglo XVIII. Un aspecto clave es la dimensión de colección de la obra y el fragmento transformado en herramienta de síntesis y construcción. La idea central es el pavimento construido con la técnica más "loca" del mosaico que a veces se torna tierra, a veces muro, borrado cualquier distinción entre horizontalidad y verticalidad.
Para los pavimentos Pikionis empleó materiales procedentes del derribo de las casas del siglo XIX, un proceso de destrucción (con el cual fue extraordinariamente crítico) del patrimonio ateniense llevado a cabo en los años 1950: “Para el sendero bajo la Acrópolis, recogió el mármol y fragmentos cerámicos abandonados de la vergonzosa demolición de la Atenas del siglo XIX y los compuso en un gigantesco collage de pasado y presente, un diálogo abierto con los monumentos, el paisaje y el tiempo”. Todos los objetos se exponen sin clasificación ni jerarquizan, sin ningún tipo de distinción o diferenciación entre lo principal y lo secundario. Los escombros históricos tienen la misma importancia que las antigüedades. Hace uso de fragmentos heteróclitos, desde conchas antiguos a materiales modernos de canteras y demoliciones, aplicando la práctica del reciclaje de la arquitectura vernácula.
El camino de la Acrópolis lleva al visitante a los pies de la roca sagrada con su paisaje arquitectónico.Para su construcción Pikionis eliminó numerosas casetas de venta de objetos turísticos que ocupaban el acceso, y modificó la carretera existente para perfilar un camino más funcional
que formal: los despieces del suelo son los menos complejos de todo el proyecto y los más continuos en su tratamiento, creando superficies texturadas con elementos de piedra no demasiado grandes. En puntos estratégicos se crean bifurcaciones que enmarcan visiones sugestivas de la propia Acrópolis: todos los elementos se disponen minuciosamente para conducir al espectador al conjunto arquitectónico. La vegetación juega un papel importante,
mediante masas que equilibran cuidadosamente lo construido.

## Obras
- Construye su primera casa en 1923
- Escuela Elemental, Colina del Lycabettus, Atenas, 1933
- Estudio para Phrosso Efthimiades, Pattisia, Atenas, 1949
- Trabajo de Paisajismo en torno a la Acópolis, Atenas, Década de 1950
- Aixonoi, Prototipo de Casa, Atenas, 1950-4, Colaborador: Alexander Papageorgiu
- Xenia Hotel, Delfos, 1951-4, Colaborador: Alexander Papageorgiu
- Casa para Potamianos, Atenas, 1954, Colaboradores: Alexander y Ino Papageorgiu.
- Iglesia de St Dimitris Loumbardiaris y su pabellón, Atenas, 1951-7, Colaborador: Alexander Papageorgiu
- Zona de juego para los niños, Philothei, Atenas, 1960-5